# Staffan Edling
Sven Staffan Edling, född den 15 april 1936 i Stockholm, död där den 26 mars 1992, var en svensk jurist. Han var son till Sven Edling.
Edling avlade juris kandidatexamen vid Stockholms universitet 1961 och genomförde tingstjänstgöring 1961–1964. Han blev fiskal i Svea hovrätt 1964 och assessor där 1970. Edling var sekreterare i arbetsdomstolen 1967–1968, sakkunnig i justitiedepartementet 1970–1977 och bostadsdomare 1977–1982. Han blev ordförande i och chef för allmänna reklamationsnämnden 1982 och lagman i Svea hovrätt 1988. Edling vilar på Bromma kyrkogård.